# فرودگاه ماریدی
فرودگاه ماریدی (به انگلیسی: Maridi Airport) یک فرودگاه همگانی، غیرنظامی است که یک باند فرود سنگفرش دارد. این فرودگاه در کشور سودان جنوبی قرار دارد و در ارتفاع ۷۰۰ متری از سطح دریا واقع شده‌است.